# استان سلیانه
استان سلیانه (به عربی: ولایة سلیانة) یکی از بیست و چهار استان‌های تونس است.

## خصوصیات
استان سلیانه ۴٬۶۴۲ کیلومترمربع مساحت و ۲۲۳٬۰۸۷ نفر جمعیت دارد.